# Campeonato Nacional de Promoção Feminino de 2017–18
O Campeonato Nacional II Divisão Feminino de 2017–18 é a 10.ª edição do segundo escalão de futebol feminino em Portugal. A competição, organizada pela Federação Portuguesa de Futebol, foi disputada por 52 equipas.
O Marítimo e a Ovarense foram promovidos à Liga Allianz após vencerem os seus respetivos grupos na segunda fase da competição.[carece de fontes?] A final do torneio será disputada a duas mãos entre as duas equipas, com a 1.ª mão marcada paras 10 de junho e a 2.ª mão marcada para 17 de junho de 2018.

## 2.ª Fase

### Zona Norte
| Pos. | Equipa            | Pts | J | V | E | D | GM | GS | DG  | Qualificação |
| ---- | ----------------- | --- | - | - | - | - | -- | -- | --- | ------------ |
| 1    | Ovarense          | 18  | 6 | 6 | 0 | 0 | 15 | 4  | +11 | Liga Allianz |
| 2    | Braga B           | 12  | 6 | 4 | 0 | 2 | 23 | 10 | +13 |              |
| 3    | Hernâni Gonçalves | 6   | 6 | 2 | 0 | 4 | 13 | 18 | -5  |              |
| 4    | Grijó             | 0   | 6 | 0 | 0 | 6 | 3  | 22 | -19 |              |

### Zona Sul
| Pos. | Equipa            | Pts | J | V | E | D | GM | GS | DG  | Qualificação |
| ---- | ----------------- | --- | - | - | - | - | -- | -- | --- | ------------ |
| 1    | Marítimo          | 15  | 6 | 5 | 0 | 1 | 24 | 7  | +17 | Liga Allianz |
| 2    | Atlético Ouriense | 15  | 6 | 5 | 0 | 1 | 21 | 5  | +16 |              |
| 3    | Castrense         | 6   | 6 | 2 | 0 | 4 | 7  | 16 | -9  |              |
| 4    | Condeixa          | 0   | 6 | 0 | 0 | 6 | 2  | 26 | -24 |              |